# Norbert Bieger
Norbert Bieger (* 22. Januar 1938) ist ein ehemaliger deutscher Fußballspieler und -trainer.

## Sportlicher Werdegang
Bieger begann mit dem Vereinsfußball beim VfB Bodenheim 1909, den der Stürmer 1957 in Richtung der in der II. Division Südwest antretenden SV Weisenau verließ. Unter Trainer Heini Stillger stieg er mit der Mannschaft um Spieler wie Walter Frosch, Franz Mattes, Heinrich Müller,  Hans Ratajczak, Erich Richter, Willi Veit und Karl Wagner am Ende der Zweitligasaison 1957/58 als Südwestmeister vor den Sportfreunden Saarbrücken in die Oberliga Südwest auf. In der Spielzeit 1958/59 kam er als Stammspieler zu 29 Erstligaeinsätzen, in denen er drei Tore erzielte. Nach nur drei Saisonsiegen stieg er mit dem Klub als Tabellenschlusslicht direkt wieder ab. In der Folgezeit etablierte er sich mit der Mannschaft im mittleren Tabellenbereich und verpasste mit dem Zweitdivisionär als Tabellendritter der Spielzeit 1962/63 hinter dem SV Phönix Ludwigshafen und Eintracht Trier die Direktqualifikation für die neu geschaffene Regionalliga als zweithöchste Spielklasse, in der anschließenden Relegationsrunde setzte sie sich jedoch nach einem Losentscheid gegen den punktgleichen Konkurrenten Eintracht Bad Kreuznach durch und blieb in der zweiten Liga. Bis 1969 lief Bieger in der Regionalliga Südwest auf, wobei in der Spielzeit 1966/67 unter Trainer Erich Gehbauer als Tabellendritter das beste Ergebnis erzielt und mit drei Punkten Rückstand auf Vizemeister 1. FC Saarbrücken nur knapp die Teilnahme an der Aufstiegsrunde zur Bundesliga verpasst wurde. In zwölf Spielzeiten für den Klub kam er insgesamt zu 261 Meisterschaftsspieleinsätzen.
Bieger war hauptberuflich für die Deutsche Bundesbahn tätig. Für die Bundesbahn-Nationalmannschaft kam er zu Länderspielehren, dabei war er 1966 bei einer Reise in die Sowjetunion dabei und spielte in Almaty gegen eine Sowjetauswahl.
Nach dem Abstieg aus der Regionalliga übernahm Bieger im Sommer 1970 das Traineramt bei der SV Weisenau und wurde in der Amateurliga-Spielzeit 1970/71 mit dem Südwest-Drittligisten Tabellenfünfter. Im September 1971 wurde er durch Wolfgang Bernhardt ersetzt. 1976 bis 1981 war er Jugendleiter beim Klub. Zudem spielte er für die Alte-Herren-Mannschaft der Mainzer, für die er zwischen 1970 und 1987 in 201 Spielen 364 Tore erzielte.